# Saint-Maurice-de-Lestapel
Saint-Maurice-de-Lestapel ist eine französische Gemeinde mit 107 Einwohnern (Stand 1. Januar 2022) im Département Lot-et-Garonne in der Region Nouvelle-Aquitaine (vor 2016: Aquitanien). Sie gehört zum Arrondissement Villeneuve-sur-Lot und zum Kanton Le Haut Agenais Périgord.

## Geographie
Die Gemeinde Saint-Maurice-de-Lestapel liegt ca. 25 Kilometer nordnordwestlich von Villeneuve-sur-Lot in dessen Einzugsbereich (Aire urbaine) in der historischen Provinz Agenais.
Umgeben wird Saint-Maurice-de-Lestapel von den sieben Nachbargemeinden:
| Rayet   | Montauriol                                  |           |
| Ségalas | Kompassrose, die auf Nachbargemeinden zeigt | Lougratte |
| Monviel | Moulinet                                    | Cancon    |

## Einwohnerentwicklung
Nach Beginn der Aufzeichnungen erreichte die Einwohnerzahl bis zur Mitte des 19. Jahrhunderts einen Stand von rund 300. In der Folgezeit sank die Größe der Gemeinde bei kurzen Erholungsphasen bis zu den 1960er Jahren auf rund 150 Einwohner.
| Jahr                       | 1962 | 1968 | 1975 | 1982 | 1990 | 1999 | 2006 | 2012 | 2022 |
| -------------------------- | ---- | ---- | ---- | ---- | ---- | ---- | ---- | ---- | ---- |
| Einwohner                  | 145  | 117  | 95   | 85   | 83   | 102  | 107  | 112  | 107  |
| Quellen: Cassini und INSEE |      |      |      |      |      |      |      |      |      |

## Sehenswürdigkeiten
- Kirche Saint-Maurice